# Абуом, Агнес
Агнес Регина Мурей Абуом (англ. Agnes Regina Murei Abuom, 6 октября 1949 — 31 мая 2023) — кенийский христианский экуменический деятель, которая с 2013 года занимала пост модератора Центрального комитета Всемирного совета церквей, была первой женщиной и первым африканцем, занявшим этот пост.

## Биография

### Детство и образование
Агнес Абуом родилась в Нанди-Хиллз, Кения, в семье, где было шесть детей. Её мать занималась общественным развитием. Агнес Абуом получила образование сначала в районных миссионерских школах, затем — в миссионерской школе-интернате. Позднее она окончила среднюю школу в пригороде Найроби и получила высшее образование в Университете Найроби.

### Карьера
В 1975 году Абуом начала сотрудничать со Всемирным советом церквей во время её конференции в Найроби. Абуом принимала участие в деятельности студенческих организаций и занималась политикой. Политическая деятельность Абуом навлекла преследования, которые заставили её уехать из Кении в Швецию в 1976 году, где она выучила шведский язык и получила диплом педагога. После двух лет работы сотрудником по молодёжным вопросам Всемирного совета церквей в Женеве она вернулась в Швецию и получила докторскую степень по миссиологии, защитив диссертацию «Роль неправительственных организаций в развитии». Позже она работала над вопросами беженцев в подразделении Всемирного совета церквей в Судане и два года — репетитором в Зимбабве.
Вернувшись в Кению в 1989 году, Агнес Абуом была заключена в тюрьму за оппозицию президенту Даниэлю Мои. Впоследствии она продолжила работать в Англиканской церкви Кении, в основном занимаясь вопросами национального развития, а с 1991 года — программой гражданского просвещения.
Агнес Абуом стала африканским президентом Всемирного совета церквей в 1999 году и занимала эту должность до 2006 года. Она также работала со Всеафриканской конференцией церквей, Африканским советом религиозных лидеров — Религии за мир (ACRL) и Национальным советом церквей Кении. Агнес Абуом участвовала в экуменической работе и в миротворчестве на полуострове Сомали и в других регионах Африки.
Агнес Абуом была основателем и одним из директоров компании TAABCO Research and Development Consultants. Компания была основана в 1997 году и занимается консультированием общественных объединений и организаций, занимающихся гуманитарной помощью.

### Всемирный совет церквей
В ноябре 2013 года Агнес Абуом была единогласно избрана модератором Центрального комитета Всемирного совета церквей на ассамблее организации в Пусане, Южная Корея. Она была первой женщиной и первым африканцем, занявшим эту должность.

### Личная жизнь и смерть
У Агнес Абуом было две дочери; её муж умер в июле 2014 года. Абуом умерла 31 мая 2023 года в возрасте 73 лет.

## Награды
В 2017 году архиепископ Кентерберийский наградил Агнес Абуом Ламбетским крестом за экуменизм «за исключительный вклад в экуменическое движение, за работу со Всемирным советом церквей и за исполнение обязанности его модератора». В 2019 году Агнес Абуом получила Премию президента Национального совета церквей США за выдающееся и преданное лидерство. В объявлении о награде говорилось «за исключительное, рискованное лидерство». Она также получила степень почетного доктора VID University в Норвегии.